# Ludovico Einaudi

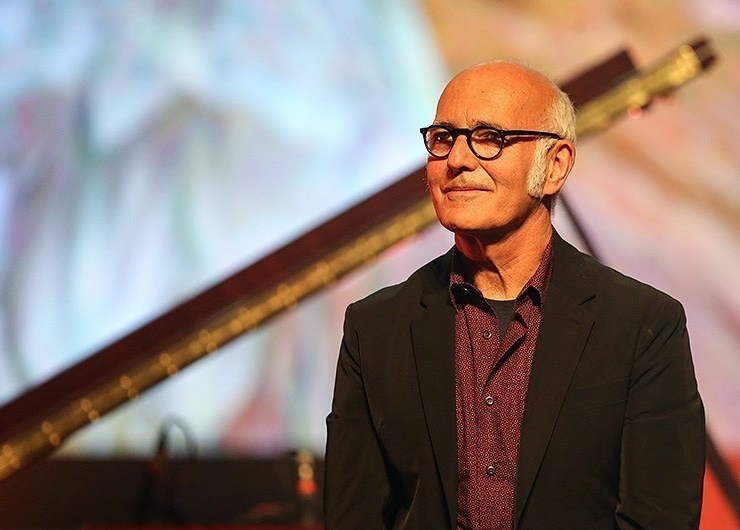
Ludovico Einaudi in Teheran, 2018

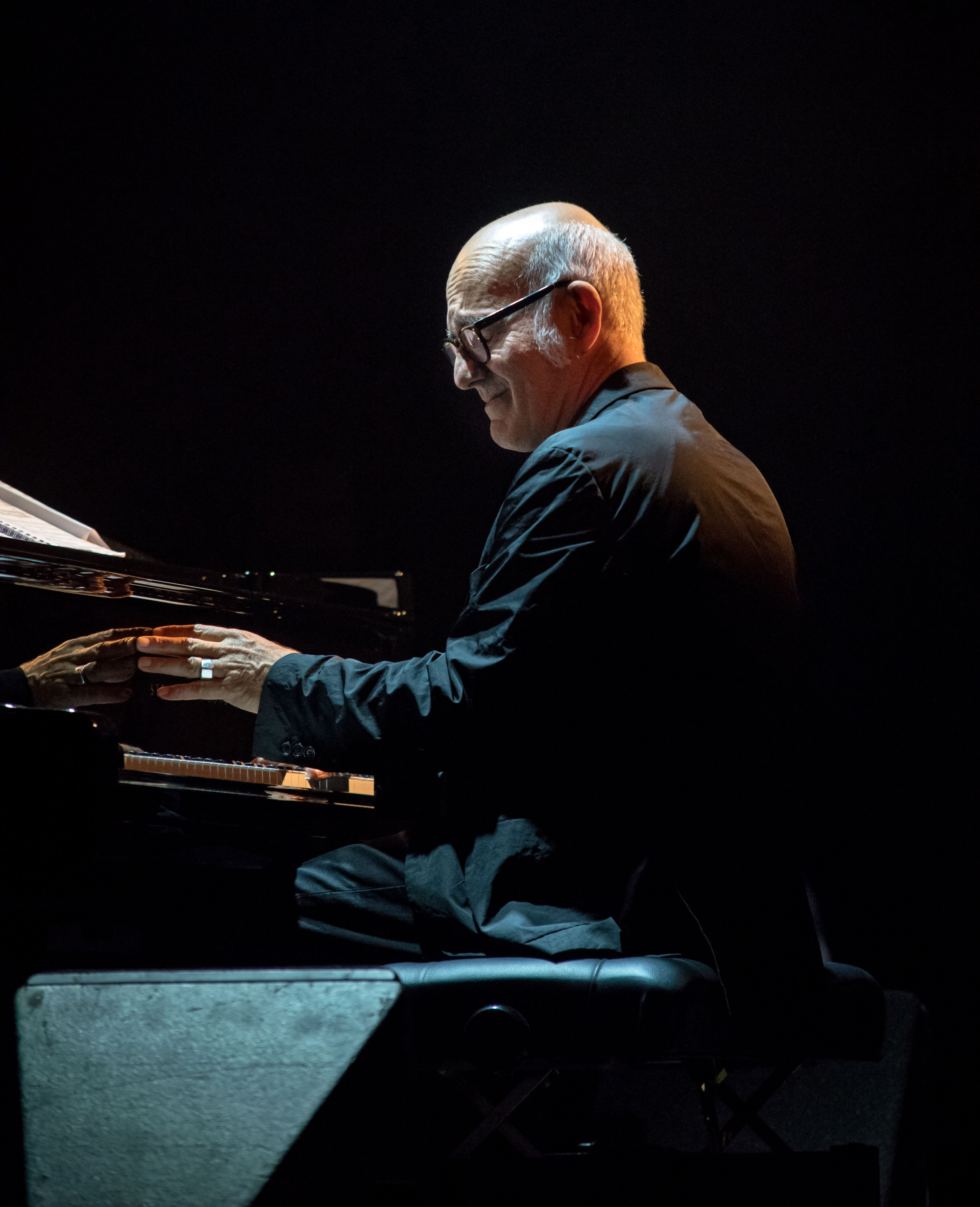
Ludovico Einaudi auf dem ZMF in Freiburg im Breisgau, 2016

Ludovico Maria Enrico Einaudi [ludoˈviːko eiˈnaudi] (* 23. November 1955 in Turin) ist ein italienischer Komponist und Pianist.

## Familie
Ludovico Einaudi stammt aus einer einflussreichen italienischen Familie. Sein Großvater Luigi Einaudi (1874–1961) war von 1948 bis 1955 Staatspräsident von Italien, sein anderer Großvater war Komponist und Dirigent. Sein Vater, der Turiner Verleger Giulio Einaudi, gründete 1933 ein angesehenes Verlagshaus, das zu den wichtigen Institutionen des literarischen Lebens im Lande gehört.

## Biografie
Einaudi wuchs in einem musischen Elternhaus zwischen Politikern und Künstlern, Medienschaffenden und Autoren auf; die Mutter brachte ihm bereits früh das Klavierspielen bei.
Ausgebildet wurde Einaudi auf dem Giuseppe-Verdi-Konservatorium in Mailand, wo er unter anderem bei dem Avantgarde-Komponisten Luciano Berio studierte, dessen Assistent er zeitweilig war. 1982 erhielt er ein Stipendium für das Tanglewood Music Center in Lenox, Massachusetts. Aus erster Ehe mit Anna De Carlo hat er zwei Kinder, darunter die Sängerin und Liedtexterin Jessica Einaudi. Einaudis Partnerin Paola Dallolio brachte 2010 eine Tochter zur Welt.
Er lebt überwiegend auf dem großelterlichen Weingut im Piemont.

## Musik
Einaudi wird dem Genre der Neoklassik zugeordnet. Nach zahlreichen Kompositionen (Kammermusik und orchestrale Werke), die sich zunächst am Serialismus orientierten, begann Einaudi, sich für Liedstrukturen von Popkünstlern wie PJ Harvey, Radiohead, Björk und Coldplay zu interessieren. Erste Erfolge feierte er als Filmkomponist. Nachdem er 1988 für Andrea De Carlos Treno di panna (dt.: Sahnezug) erfolgreich einen Soundtrack geschrieben hatte, folgten ähnliche Projekte. Mitte der 1990er Jahre begann er mit Solo-Klavierprogrammen, wobei er sich stilistisch an Ryūichi Sakamoto, Philip Glass, Didier Squiban oder auch Erik Satie orientierte.
Dem Mainstreampublikum wurde Einaudi 1996 mit seinem ersten Soloalbum Le Onde bekannt. Er gehört zu den bekanntesten Pianisten und Komponisten Italiens und ist einer der kommerziell erfolgreichsten klassischen Komponisten überhaupt.
Seine Musikrichtung beschreibt er folgendermaßen:

“In general I don’t like definitions, but ‘Minimalist’ is a term that means elegance and openness, so I would prefer to be called a Minimalist than something else.”

„Im Allgemeinen mag ich keine Definitionen, aber ‚Minimalist‘ ist ein Ausdruck, der Eleganz und Offenheit bezeichnet, sodass ich lieber Minimalist genannt werden möchte als etwas anderes.“

Entgegen seiner eigenen Klassifizierung wird er heute überwiegend als wichtiger Vertreter der Neoklassik wahrgenommen.
Im Jahr 2020 wurde seine Musik in den Filmen Nomadland und The Father verwendet.

## Auszeichnungen
- 2005: Offizier des Verdienstordens der Italienischen Republik (OMRI).[11]
- 2022: Opus Klassik in der Kategorie Neue Klassik für das Solo-Klavieralbum Underwater.[12]

## Soziales Engagement
2016 spielte Ludovico Einaudi in Zusammenarbeit mit Greenpeace auf einer künstlichen Eisscholle vor dem Wahlenbergbreen-Gletscher auf Spitzbergen sein Stück Elegy for the Arctic, um auf die Gefährdung des arktischen Ökosystems durch den Klimawandel und geplante Ölbohrungen aufmerksam zu machen. Seitdem begleiten auch Aktivisten von Greenpeace seine in Deutschland stattfindenden Konzerte, um die Besucher über die Bedrohung der Arktis zu informieren und für deren Schutz zu sensibilisieren. Seit 2018 setzt sich Einaudi außerdem als Antarktisbotschafter von Greenpeace für den Schutz der Antarktis ein.
Am 31. März 2020 gab Einaudi unter den Hashtags #stayathome und #togetherathome ein knapp zehnminütiges Onlinekonzert aus der Corona-Quarantäne, um eine Botschaft der Hoffnung während der Pandemie zu senden.

## Kompositionen
Orchesterwerke
- 1981: Per vie d’acqua für Orchester – Uraufführung unter Leitung von Luciano Berio in Rovereto, November 1981
- 1982: Rondo für Mezzosopran und Orchester – Uraufführung unter Leitung von Luciano Berio im Foro Italico, Rom, Februar 1983
- 1984: Altissimo für Kammerorchester
- 1985: Crossing für Big-Band
- 1986: Movimento für Orchester
- 1988: Contatti für Jazz-Band
- 1995: Chatrang Ouvertüre für Band und Orchester
- 1995: Suite aus dem Ballett Salgari für Kammerorchester – Uraufführung im Lincoln Center, New York, September 1995
- 1997: Selim für Trompete und Orchester, Miles Davis gewidmet
- 1999: Filmmusik für den italienischen Film Nicht von dieser Welt (Fuori dal mondo) von Giuseppe Piccioni
- 2002: Divenire für Klavier, Streicher und zwei Harfen – Auftragswerk für das Festival „Klänge der Dolomiten“
- 2004: Una mattina

Bühnenmusiken
- 1983: Sul Filo di Orfeo – Ballettmusik
- 1988: Time Out – Ballettmusik, Zusammenarbeit mit Andrea De Carlo und ISO Dance Theatre
- 1991: The Emperor – Ballettmusik, Uraufführung mit ISO Dance Theatre im Lincoln Center, New York, August 1991
- 1993: Salgari – Ballett/Oper, Auftragswerk der Arena di Verona mit Texten von Emilio Salgari u. a.
- 1997: E. A. Poe – Stummfilmprojekt

 Kammermusik
- 20 Kompositionen für kammermusikalische Besetzungen

## Filmografie (Auswahl)
- 1988: Treno di panna (Regie: Andrea De Carlo)
- 1994: Da qualche parte in città (Regie: Michele Sordillo)
- 1996: Acquario (Regie: Michele Sordillo)
- 1998: Aprile (Regie: Nanni Moretti)
- 1998: Giorni dispari (Regie: Dominick Tambasco)
- 1999: Nicht von dieser Welt (Fuori dal mondo) (Regie: Giuseppe Piccioni)
- 2000: La vita altrui (Regie: Michele Sordillo)
- 2000: Ein unmögliches Verbrechen (Un delitto impossibile) (Regie: Antonio Luigi Grimaldi)
- 2001: Zeno – Die Worte meines Vaters (Le parole di mio padre) (Regie: Francesca Comencini)
- 2001: Alexandria (Regie: Maria Iliou)
- 2002: Licht meiner Augen (Luce dei miei occhi) (Regie: Giuseppe Piccioni)
- 2002: Doktor Schiwago (Doctor Zhivago) (TV-Miniserie, Regie: Giacomo Campiotti)
- 2004: Preis des Verlangens (Sotto falso nome) (Regie: Roberto Andò)
- 2006: This Is England (Regie: Shane Meadows)
- 2010: Das Ende ist mein Anfang (Regie: Jo Baier)
- 2011: Ziemlich beste Freunde (Intouchables) (Regie: Olivier Nakache, Éric Toledano)
- 2014: Heute bin ich Samba (Samba) (Regie: Olivier Nakache, Éric Toledano)
- 2014: Das Versprechen eines Lebens (The Water Diviners) (Regie: Russell Crowe)
- 2017: The Third Murder (Sandome no satsujin) (Regie: Hirokazu Koreeda)
- 2019: Wie gut ist deine Beziehung? (Regie: Ralf Westhoff)
- 2020: Nomadland (Regie: Chloé Zhao)
- 2020: The Father (Regie: Florian Zeller)
- 2023: Der Zopf (La Tresse) (Regie: Laetitia Colombani)
- 2023: A Cielo Abierto (Regie: Mariana Arriaga, Santiago Arriaga)

## Diskografie

### Alben
| Jahr | Titel Musiklabel                    | Höchstplatzierung, Gesamtwochen, AuszeichnungChartplatzierungen (Jahr, Titel, Musiklabel, Platzierungen, Wochen, Auszeichnungen, Anmerkungen) | Höchstplatzierung, Gesamtwochen, AuszeichnungChartplatzierungen (Jahr, Titel, Musiklabel, Platzierungen, Wochen, Auszeichnungen, Anmerkungen) | Höchstplatzierung, Gesamtwochen, AuszeichnungChartplatzierungen (Jahr, Titel, Musiklabel, Platzierungen, Wochen, Auszeichnungen, Anmerkungen) | Höchstplatzierung, Gesamtwochen, AuszeichnungChartplatzierungen (Jahr, Titel, Musiklabel, Platzierungen, Wochen, Auszeichnungen, Anmerkungen) | Höchstplatzierung, Gesamtwochen, AuszeichnungChartplatzierungen (Jahr, Titel, Musiklabel, Platzierungen, Wochen, Auszeichnungen, Anmerkungen) | Anmerkungen                              |
| Jahr | Titel Musiklabel                    | IT | DE | AT | CH | UK | Anmerkungen                              |
| ---- | ----------------------------------- | --- | --- | --- | --- | --- | ---------------------------------------- |
| 1996 | Le onde BMG Ricordi                 | IT50 Gold (2016) · (24 Wo.)IT | — | — | — | UK— SilberUK |                                          |
| 2001 | I giorni BMG Ricordi                | IT80 (12 Wo.)IT | — | — | — | UK— GoldUK |                                          |
| 2003 | Echoes – The Collection             | IT66 (5 Wo.)IT | — | — | — | UK40 Gold · (4 Wo.)UK |                                          |
| 2004 | Una mattina Decca                   | IT— Platin (2022)IT | DE— PlatinDE | — | — | UK59 Silber · (1 Wo.)UK | Erstveröffentlichung: 6. September 2004  |
| 2006 | Divenire Decca                      | IT12 Gold (2021) · (46 Wo.)IT | — | — | — | UK— SilberUK | Erstveröffentlichung: 7. November 2006   |
| 2009 | Nightbook Decca                     | IT11 Gold · (30 Wo.)IT | — | — | — | UK73 (1 Wo.)UK | Erstveröffentlichung: 18. September 2009 |
| 2010 | I primi capolavori BMG              | IT67 Gold · (5 Wo.)IT | — | — | — | — |                                          |
| 2010 | The Royal Albert Hall Concert Decca | IT31 (10 Wo.)IT | — | — | — | — | Erstveröffentlichung: 19. Juni 2010      |
| 2011 | Islands-Essential Einaudi Decca     | IT59 Platin · (16 Wo.)IT | DE56 (10 Wo.)DE | AT74 Gold · (1 Wo.)AT | — | UK34 Platin · (5 Wo.)UK | Erstveröffentlichung: 27. Juni 2011      |
| 2013 | In a Time Lapse Decca               | IT5 Platin · (40 Wo.)IT | DE24 (6 Wo.)DE | AT31 Gold · (4 Wo.)AT | CH18 (2 Wo.)CH | UK24 Gold · (9 Wo.)UK | Erstveröffentlichung: 18. Januar 2013    |
| 2015 | Taranta Project ponderosamusic&art  | IT27 (7 Wo.)IT | — | — | — | — | Erstveröffentlichung: 5. Mai 2015        |
| 2015 | Elements Decca                      | IT5 Gold · (21 Wo.)IT | DE17 (15 Wo.)DE | AT23 (1 Wo.)AT | CH16 (1 Wo.)CH | UK12 Silber · (4 Wo.)UK | Erstveröffentlichung: 16. Oktober 2015   |
| 2019 | Seven Days Walking – Day One        | IT14 (4 Wo.)IT | DE49 (2 Wo.)DE | AT48 (1 Wo.)AT | CH23 (4 Wo.)CH | UK31 (2 Wo.)UK | Erstveröffentlichung: 15. März 2019      |
| 2019 | Seven Days Walking – Day Two        | — | — | — | CH44 (1 Wo.)CH | — | Erstveröffentlichung: 19. April 2019     |
| 2019 | Seven Days Walking – Day Three      | — | — | — | CH84 (1 Wo.)CH | — | Erstveröffentlichung: 17. Mai 2019       |
| 2019 | Seven Days Walking – Day Four       | — | — | — | CH70 (1 Wo.)CH | — | Erstveröffentlichung: 21. Juni 2019      |
| 2019 | Seven Days Walking – Day Five       | — | — | — | CH64 (1 Wo.)CH | — | Erstveröffentlichung: 19. Juli 2019      |
| 2019 | Seven Days Walking – Day 1-7        | — | DE69 (1 Wo.)DE | — | — | — | Erstveröffentlichung: 27. September 2019 |
| 2020 | Undiscovered Decca                  | — | — | — | CH52 (1 Wo.)CH | — | Erstveröffentlichung: 18. September 2020 |
| 2021 | Cinema Decca                        | IT63 (1 Wo.)IT | DE30 (1 Wo.)DE | — | CH77 (2 Wo.)CH | — | Erstveröffentlichung: 4. Juni 2021       |
| 2022 | Underwater                          | IT26 (3 Wo.)IT | DE29 (5 Wo.)DE | AT71 (1 Wo.)AT | CH24 (4 Wo.)CH | UK19 (1 Wo.)UK | Erstveröffentlichung: 21. Januar 2022    |
| 2023 | Undiscovered II Decca               | — | — | — | — | — | Erstveröffentlichung: 02. Juni 2023      |
| 2025 | The Summer Portraits Decca          | IT34 (1 Wo.)IT | DE18 (3 Wo.)DE | AT51 (1 Wo.)AT | CH14 (3 Wo.)CH | UK71 (1 Wo.)UK | Erstveröffentlichung: 31. Januar 2025    |

Weitere Alben
- 1997: Stanze (RCA/Victor)
- 2002: Eden Roc (BMG Ricordi)
- 2004: In un’altra vita (BMG Ricordi)
- 2004: La Scala: Concert 03 03 03 (BMG Ricordi)
- 2005: Diario Mali (Ponderosa)
- 2008: Live in Berlin (Klassik Radio Records)
- 2012: Essentiel (Music Development Company)
- 2020: 12 Songs from Home

### Singles
| Jahr | Titel Album | Höchstplatzierung, Gesamtwochen, AuszeichnungChartplatzierungen (Jahr, Titel, Album, Platzierungen, Wochen, Auszeichnungen, Anmerkungen) | Höchstplatzierung, Gesamtwochen, AuszeichnungChartplatzierungen (Jahr, Titel, Album, Platzierungen, Wochen, Auszeichnungen, Anmerkungen) | Höchstplatzierung, Gesamtwochen, AuszeichnungChartplatzierungen (Jahr, Titel, Album, Platzierungen, Wochen, Auszeichnungen, Anmerkungen) | Höchstplatzierung, Gesamtwochen, AuszeichnungChartplatzierungen (Jahr, Titel, Album, Platzierungen, Wochen, Auszeichnungen, Anmerkungen) | Höchstplatzierung, Gesamtwochen, AuszeichnungChartplatzierungen (Jahr, Titel, Album, Platzierungen, Wochen, Auszeichnungen, Anmerkungen) | Anmerkungen |
| Jahr | Titel Album | IT | DE | AT | CH | UK | Anmerkungen |
| --- | ----------- | --- | --- | --- | --- | --- | ----------- |
| Folgende Lieder erschienen nicht als Single, wurden aber durch das Album zum Download und Streaming bereitgestellt und konnten somit eine Platzierung erlangen: |             | | | | | |             |
| |             | | | | | |             |
| 2011 | I giorni    | IT— Gold (2021)IT | — | — | — | UK32 Silber · (2 Wo.)UK |             |
| 2014 | Una mattina | IT— Platin (2019)IT | DE— GoldDE | AT— PlatinAT | CH73 (1 Wo.)CH | UK— SilberUK |             |

Weitere Lieder
- 2004: Nuvole bianche (IT: ×3Dreifachplatin (2024) , DE: Gold, AT: Gold, UK: Platin)
- 2004: Le onde (IT: Platin (2021) , UK: Silber)
- 2005: Fly (IT: Gold (2024) )
- 2007: Divenire (IT: Gold (2017) , UK: Silber)
- 2007: Primavera (UK: Silber)
- 2013: Experience (IT: ×2Doppelplatin (2024) , DE: Gold, AT: Platin, UK: Platin)

## Auszeichnungen für Musikverkäufe
| Goldene Schallplatte - Brasilien - 2024: für die Single Experience - Dänemark - 2025: für die Single Una mattina - Frankreich - 2025: für das Album Cinema - Polen - 2019: für das Album Elements Platin-Schallplatte - Niederlande - 2014: für das Album In a Time Lapse - 2024: für die Single Una mattina - 2024: für die Single Nuvole bianche - 2024: für die Single Fly - 2024: für die Single Experience - Spanien - 2024: für die Single Experience - 2024: für die Single Una mattina | 2× Platin-Schallplatte - Kanada - 2024: für die Single Experience - Spanien - 2024: für die Single Nuvole bianche Diamantene Schallplatte - Niederlande - 2024: für das Album Cinema |

Anmerkung: Auszeichnungen in Ländern aus den Charttabellen bzw. Chartboxen sind in ebendiesen zu finden.
| Land/RegionAuszeichnungen für Musikverkäufe (Land/Region, Auszeichnungen, Verkäufe, Quellen) | Silber     | Gold       | Platin       | Diamant  | Verkäufe  | Quellen             |
| -------------------------------------------------------------------------------------------- | ---------- | ---------- | ------------ | -------- | --------- | ------------------- |
| Brasilien (PMB)                                                                              | —          | Gold1      | —            | —        | 30.000    | pro-musicabr.org.br |
| Dänemark (IFPI)                                                                              | —          | Gold1      | —            | —        | 45.000    | ifpi.dk             |
| Deutschland (BVMI)                                                                           | —          | 3× Gold3   | Platin1      | —        | 800.000   | musikindustrie.de   |
| Frankreich (SNEP)                                                                            | —          | Gold1      | —            | —        | 50.000    | snepmusique.com     |
| Italien (FIMI)                                                                               | —          | 8× Gold8   | 10× Platin10 | —        | 1.010.000 | fimi.it             |
| Kanada (MC)                                                                                  | —          | —          | 2× Platin2   | —        | 160.000   | musiccanada.com     |
| Niederlande (NVPI)                                                                           | —          | —          | 5× Platin5   | Diamant1 | 490.000   | nvpi.nl             |
| Österreich (IFPI)                                                                            | —          | 3× Gold3   | 2× Platin2   | —        | 90.000    | ifpi.at             |
| Polen (ZPAV)                                                                                 | —          | Gold1      | —            | —        | 10.000    | olis.pl             |
| Spanien (Promusicae)                                                                         | —          | —          | 4× Platin4   | —        | 240.000   | elportaldemusica.es |
| Vereinigtes Königreich (BPI)                                                                 | 9× Silber9 | 3× Gold3   | 3× Platin3   | —        | 3.040.000 | bpi.co.uk           |
| Insgesamt                                                                                    | 9× Silber9 | 21× Gold21 | 27× Platin27 | Diamant1 |           |                     |